# Цигенрюк
Цигенрюк (нім. Ziegenrück) — місто в Німеччині, розташоване в землі Тюрингія. Входить до складу району Заале-Орла. Складова частина об'єднання громад Раніс-Цигенрюк.
Площа — 8,24 км2. Населення становить 646 ос. (станом на 31 грудня 2021).

## Галерея

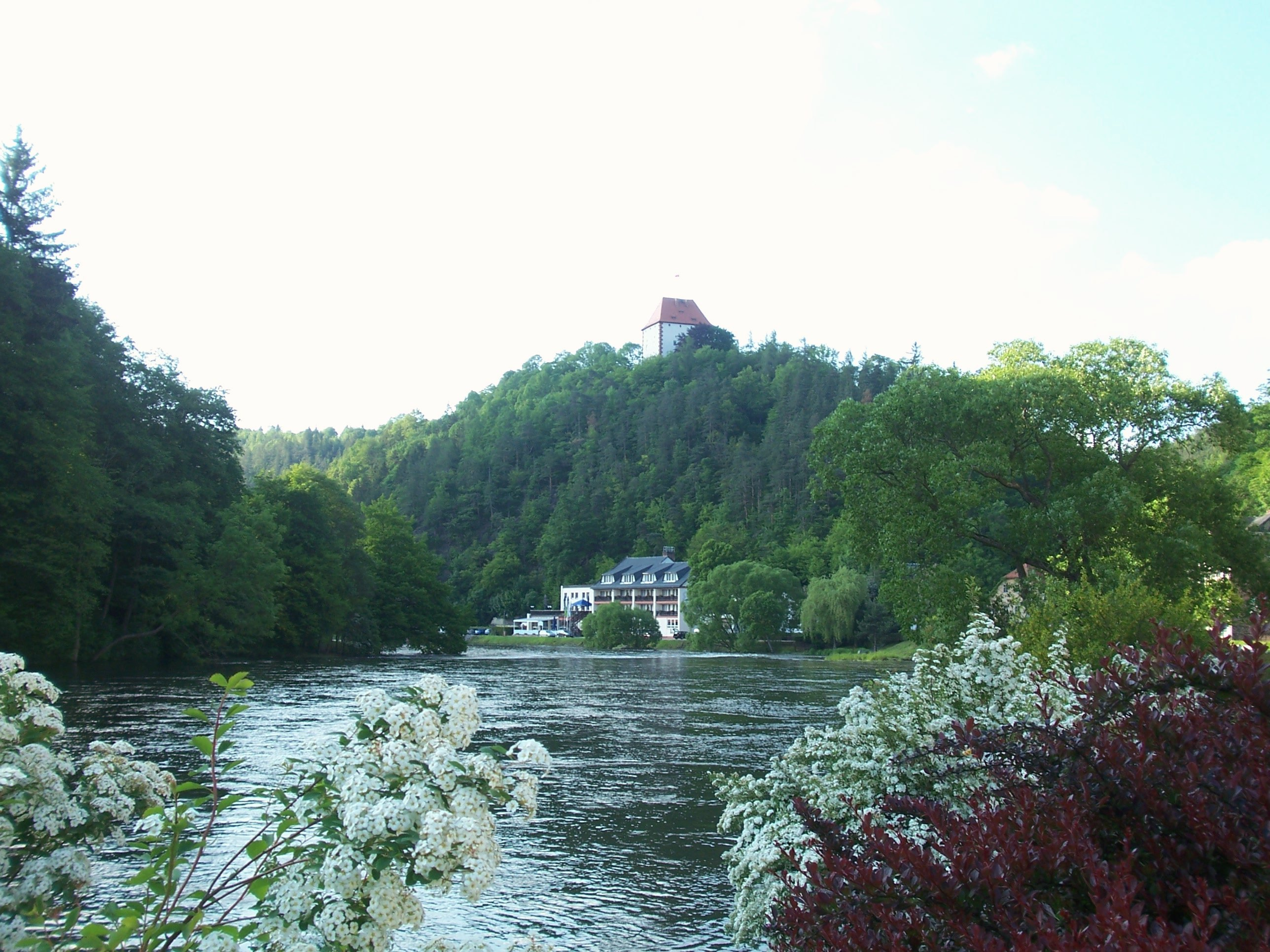
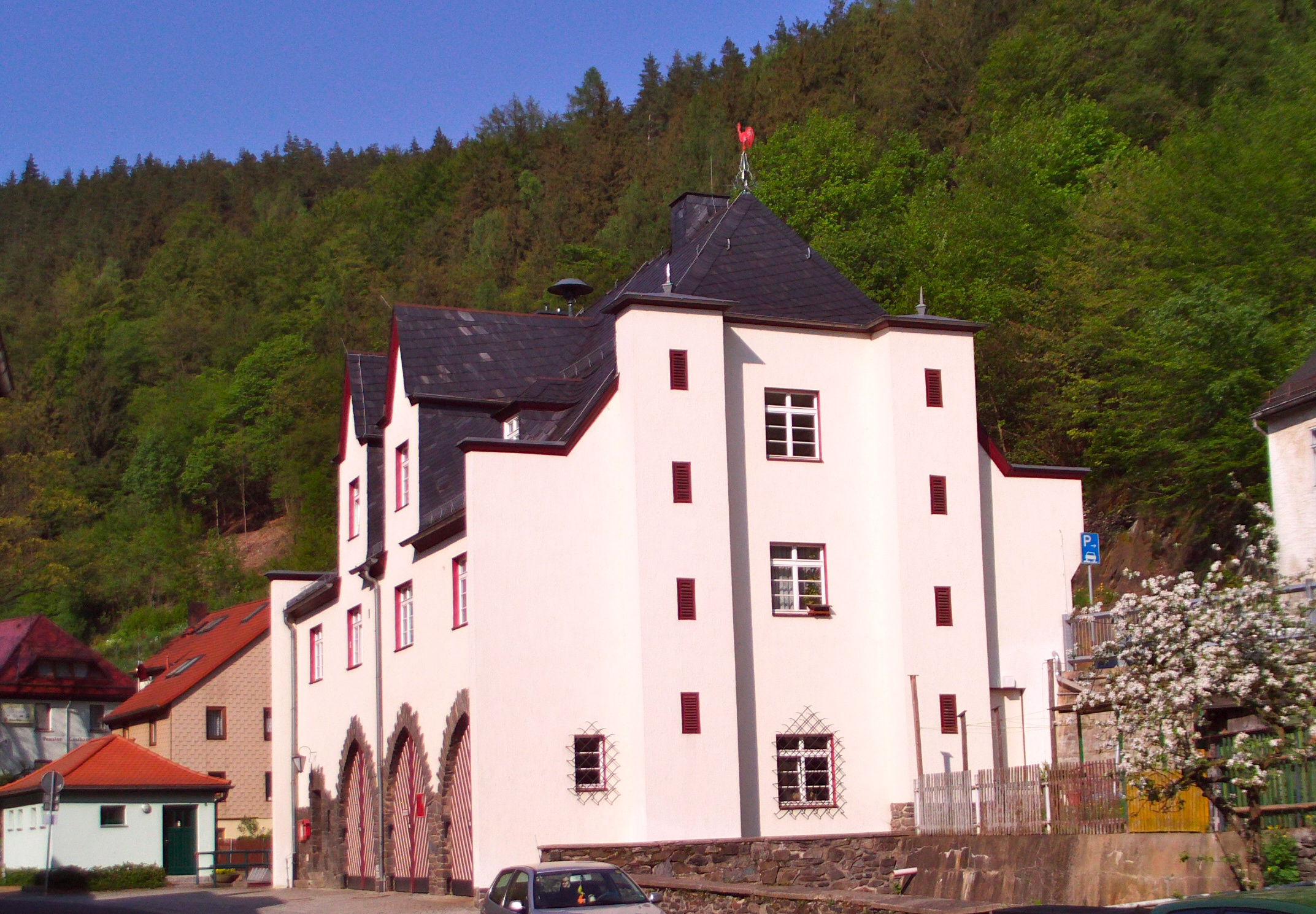
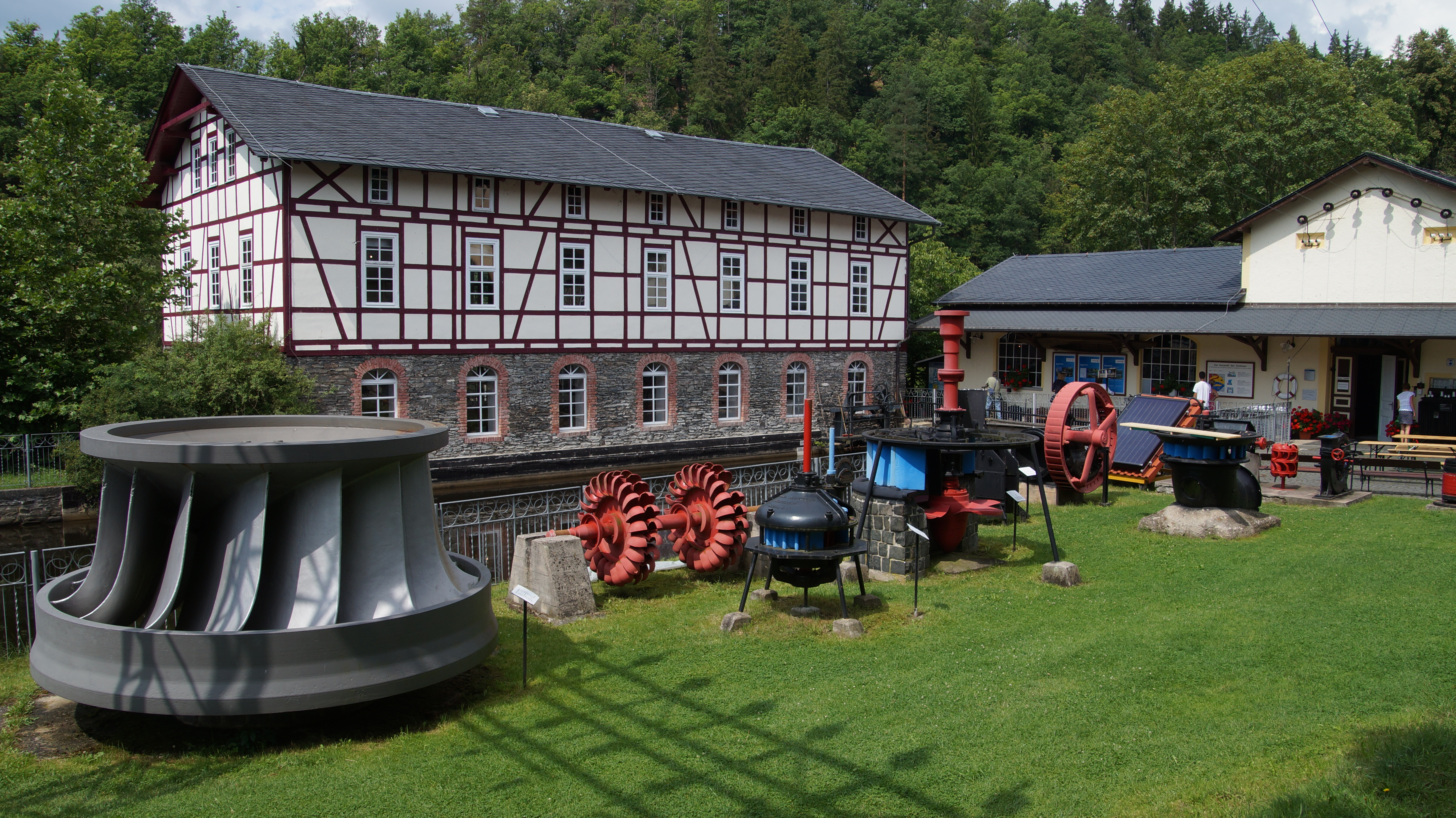
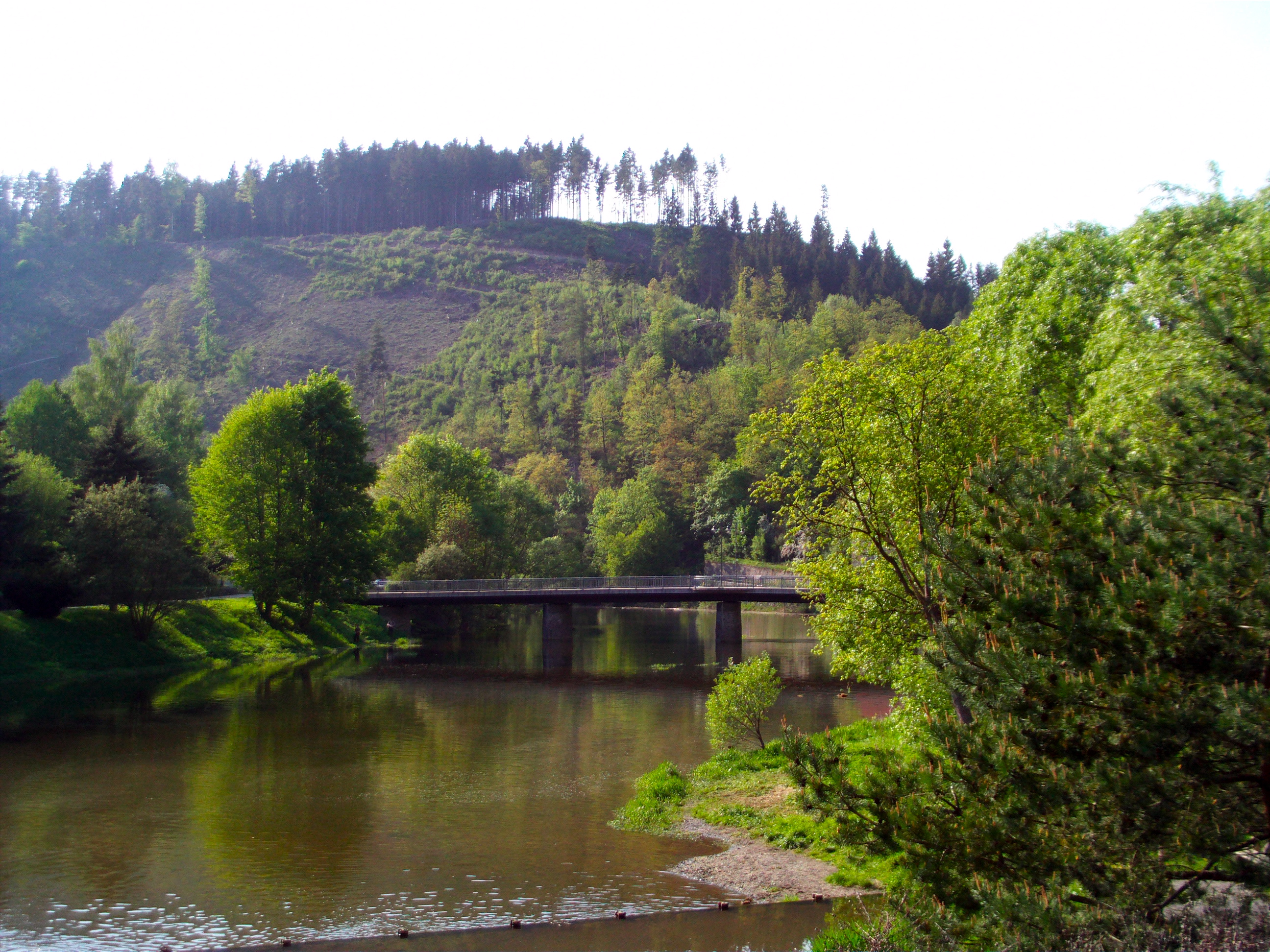
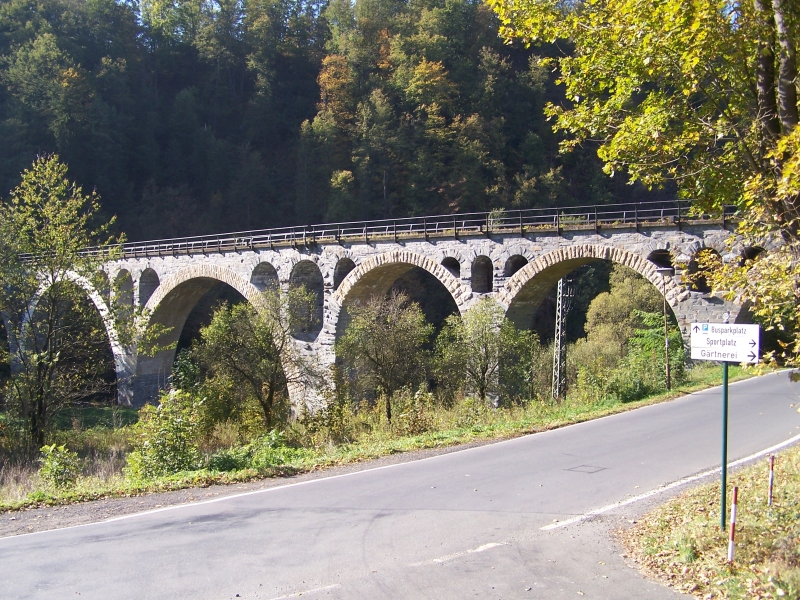
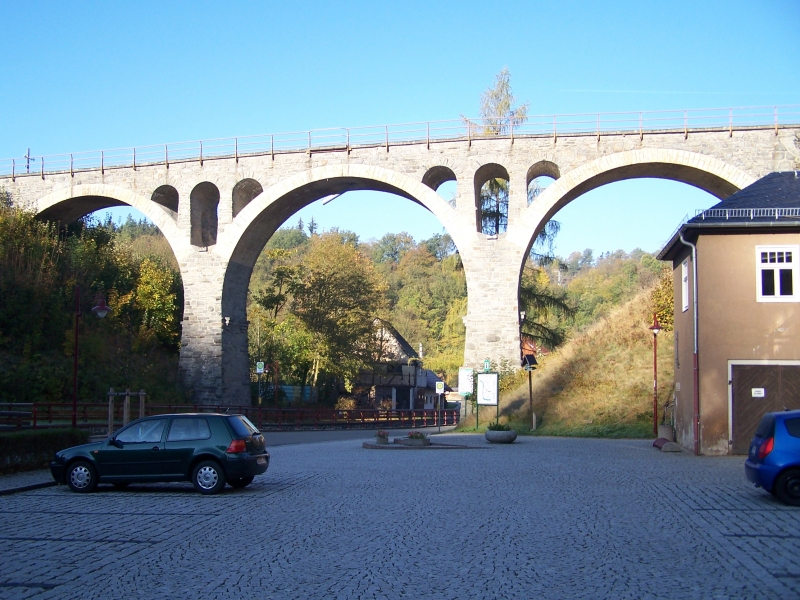